# Ficus smithii
Ficus smithii är en mullbärsväxtart som beskrevs av John Horne och John Gilbert Baker. Ficus smithii ingår i släktet fikonsläktet, och familjen mullbärsväxter. Inga underarter finns listade i Catalogue of Life.